# Too Late for Love (chanson de Def Leppard)
Pour les articles homonymes, voir Too Late for Love.
Pistes de Pyromania
Stagefright Die Hard the Hunter
Too Late for Love est une chanson du groupe Def Leppard. Elle figure sur l'album Pyromania sorti en 1983. Cette chanson est sortie en single au Royaume-Uni en octobre 1983.